# Stellärt svart hål

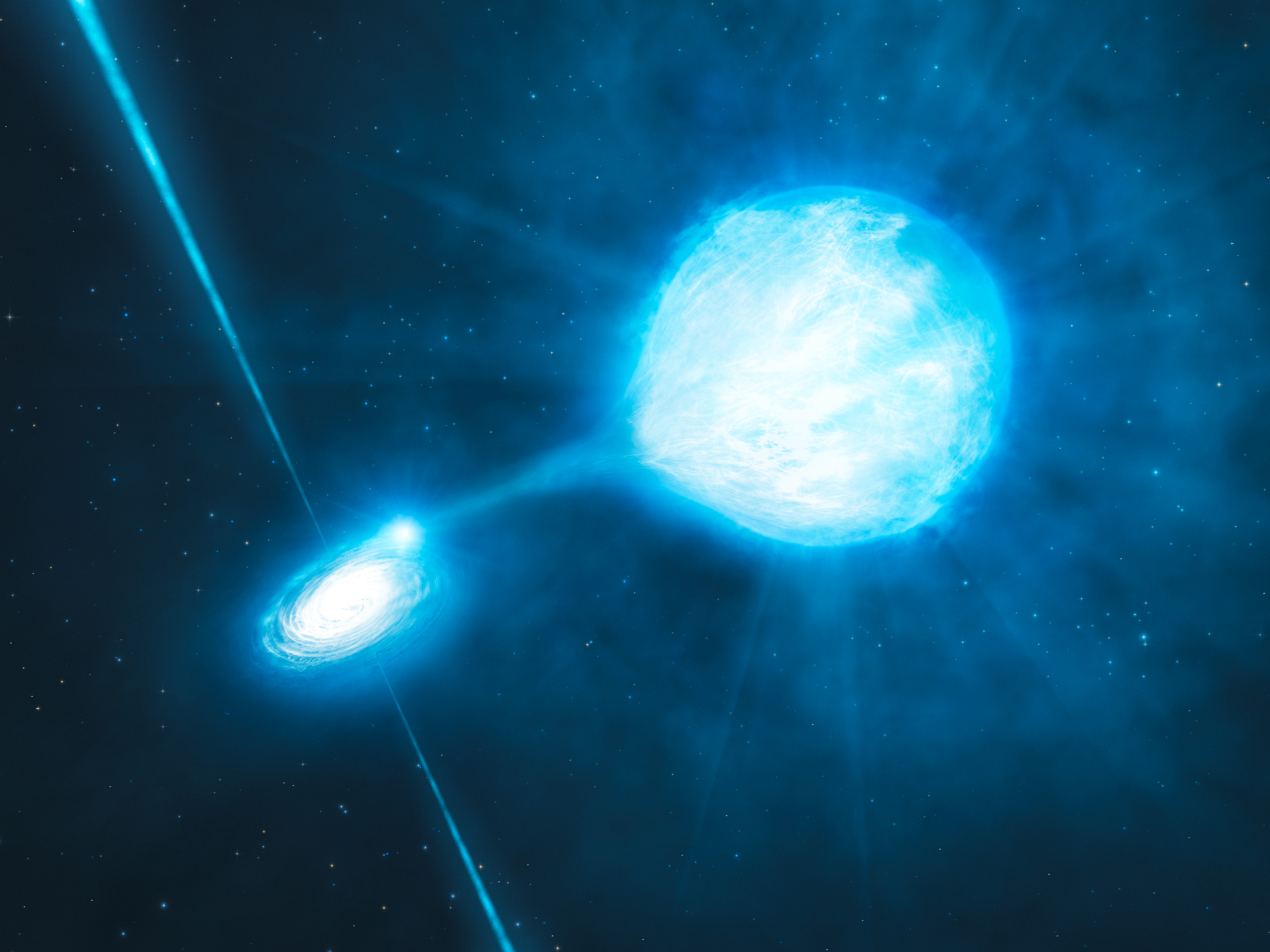
En konstnärs bild av ett svart hål med stjärnmassa (vänster) i spiralgalaxen NGC 300, förbunden med en Wolf-Rayet-stjärna.

Ett stellärt svart hål är ett svart hål som bildats genom gravitationskollapsen av en stjärna. Den kan ha en massa som sträcker sig från ungefär 5 till flera tiotals solmassor. Den är resterna av en supernovaexplosion, vilket kan observeras som en hypernova eller en gammablixt. En sådan typ av svarta hål kan också kallas för kollapsar.

## Egenskaper
Enligt hårfriktionsteoremet kan ett svart hål bara ha tre grundläggande egenskaper: massa, elektrisk laddning och rörelsemängdsmoment. Rörelsemängden hos ett svart hål i en stjärna beror på bevarandet av rörelsemängden hos stjärnan eller de objekt som producerade den.
En stjärnas gravitationella kollaps är en naturlig process som kan producera ett svart hål. Det är oundvikligt i slutet av en massiv stjärnas livslängd när alla stjärnans energikällor är uttömda. Om massan av den kollapsande delen av stjärnan är under Tolman-Oppenheimer-Volkoff (TOV)-gränsen för neutrondegenererad materia, är slutprodukten en kompakt stjärna – antingen en vit dvärg (för massor under Chandrasekhargränsen) eller en neutronstjärna eller en (hypotetisk) kvarkstjärna. Om den kollapsande stjärnan har en massa som överstiger TOV-gränsen, kommer komprimeringen att fortsätta tills noll volym uppnås och ett svart hål bildas runt den punkten i rymden. 
Den maximala massan som en neutronstjärna kan ha innan den kollapsar ytterligare till ett svart hål är inte helt klarlagd. År 1939 uppskattades den till 0,7 solmassa, kallad TOV-gränsen. År 1996 satte en annan uppskattning denna övre massa i intervallet 1,5 till 3 solmassor. Den maximala observerade massan för neutronstjärnor är cirka 2,14 solmassor för PSR J0740+6620 som upptäcktes i september 2019.
I den allmänna relativitetsteorin kan ett svart hål existera med vilken massa som helst. Ju lägre massa, desto högre måste materiets densitet vara för att bilda ett svart hål. (Se till exempel diskussionen i Schwarzschildradien, radien för ett svart hål.) Det finns inga kända stjärnprocesser som kan producera svarta hål med en massa mindre än några gånger solens massa. Om så små svarta hål existerar är de troligtvis primordiala svarta hål. Fram till 2016 var det största kända svarta hålet från stjärna 15,65 ± 1,45 solmassor. I september 2015 upptäcktes ett roterande svart hål av med en massa av 62 ± 4 solmassor  av gravitationsvågor när det bildades i en sammanslagning av två mindre svarta hål. I juni 2020 rapporterades att det binära systemet 2MASS J05215658+4359220 hyser det svarta hålet med den då minsta massan känd för vetenskapen, med en massa på 3,3 solmassor och en diameter på endast 19,5 kilometer.
Det finns observationsbaserade bevis för två andra typer av svarta hål, som är mycket mer massiva än stjärnformade svarta hål. De är svarta hål med medelmassiv massa (i mitten av klotformiga stjärnhopar) och supermassiva svarta hål i mitten av Vintergatan och andra galaxer.

## Röntgenkompakta binära system
Stellära svarta hål i nära binära system är observerbara när materia överförs från en följeslagare till det svarta hålet. Energin som frigörs i fallet mot den kompakta stjärnan är så stor att materian värms upp till temperaturer på flera hundra miljoner grader och strålar ut i röntgenstrålning. Det svarta hålet är därför observerbart i röntgenstrålning, medan följeslagare kan observeras med optiska teleskop. Energifrisättningen för svarta hål och neutronstjärnor är av samma storleksordning. Svarta hål och neutronstjärnor är därför ofta svåra att skilja åt.
De härledda massorna kommer från observationer av kompakta röntgenkällor (som kombinerar röntgen- och optiska data). Alla identifierade neutronstjärnor har en massa under 3,0 solmassor. Inget av de kompakta systemen med en massa över 3,0 solmassor uppvisar egenskaperna hos en neutronstjärna. Kombinationen av dessa fakta gör det alltmer troligt att klassen av kompakta stjärnor med en massa över 3,0 solmassor i själva verket är svarta hål.
Observera att detta bevis på existensen av svarta hål i stjärnorna inte är helt observationsbaserat utan bygger på teori. Vi kan inte tänka oss något annat objekt för dessa massiva kompakta system i stjärnbinärer än ett svart hål. Ett direkt bevis på existensen av ett svart hål skulle vara om man faktiskt observerar omloppsbanan för en partikel (eller ett gasmoln) som faller in i det svarta hålet.

## Svarta håls födelse
De stora avstånden över det galaktiska planet som uppnås av vissa binära stjärnor är resultatet av svarta håls tillkomst. Hastighetsfördelningen för svarta håls tillkomst verkar likna den för neutronstjärnors kickhastigheter. Man kunde ha förväntat sig att det skulle vara moment som var desamma med svarta hål som fick lägre hastighet än neutronstjärnor på grund av sin högre massa, men det verkar inte vara fallet, vilket kan bero på att asymmetriskt utstött materia minskar momentumet hos det resulterande svarta hålet.

## Massgap
Vissa modeller av stjärnors utveckling förutsäger att svarta hål med massor inom två intervall inte kan bildas direkt genom en stjärnas gravitationella kollaps. Dessa kallas ibland för "nedre" och "övre" massgap, vilket grovt representerar intervallen 2 till 5 respektive 50 till 150 solmassor. Ett annat intervall som anges för det övre gapet är 52 till 133 solmassor. 150 solmassor har ansetts vara den övre massgränsen för stjärnor i universums nuvarande era.

### Undre massgap
Ett undre massgap misstänks på grund av en brist på observerade kandidater med massor inom några få solmassor över den maximala möjliga neutronstjärnmassan. Existensen och den teoretiska grunden för detta möjliga gap är osäkra. Situationen kan kompliceras av det faktum att eventuella svarta hål som hittats i detta massintervall kan ha skapats genom sammanslagning av binära neutronstjärnesystem, snarare än stjärnkollaps. LIGO/Virgo-samarbetet har rapporterat tre kandidathändelser bland sina gravitationsvågsobservationer i körning O3 med komponentmassor som faller inom detta lägre massgap. Det har också rapporterats en observation av en ljusstark, snabbt roterande jättestjärna i en dubbelstjärna med en osynlig följeslagare som inte avger något ljus, inte ensröntgenstrålning, men har en massa på 3,3 +2,8−0,7 solmassor. Detta tolkas som att det kan finnas många sådana svarta hål med låg massa som för närvarande inte förbrukar något material och därför inte kan uppteckas genom den vanliga röntgensignaturen.

### Övre massgap
Det övre massgapet förutsägs av omfattande modeller av stjärnutveckling i sent skede. Det förväntas att supermassiva stjärnor med ökande massa når ett stadium där en parinstabilitetssupernova inträffar, under vilken parproduktion, produktionen av fria elektroner och positroner i kollisionen mellan atomkärnor och energirik gammastrålning, tillfälligt minskar det inre trycket som stöder stjärnans kärna mot gravitationell kollaps. Detta tryckfall leder till en partiell kollaps, vilket i sin tur orsakar kraftigt accelererad fusion i en skenande termonukleär explosion, vilket resulterar i att stjärnan sprängs helt isär utan att lämna en stjärnrest efter sig.
Parinstabilitetssupernovor kan bara inträffa i stjärnor med ett massintervall från cirka 130 till 250 solmassor och låg till måttlig metallicitet (låg förekomst av andra element än väte och helium – en situation som är vanlig i Population III-stjärnor). Detta massgap förväntas dock utökas ner till cirka 45 solmassor genom processen med parinstabilitetspulserande massförlust, innan en "normal" supernovaexplosion och kärnkollaps inträffar. I icke-roterande stjärnor kan den nedre gränsen för det övre massgapet vara så hög som 60 solmassor. Möjligheten för direkt kollaps in i svarta hål hos stjärnor med kärnmassa >133 solmassor, vilket kräver en total stjärnmassa på >260 solmassor, har beaktats, men det synes vara liten chans att observera en sådan supernovarest med hög massa då den nedre gränsen för det övre massgapet kan representera en massgräns.
Observationer av LB-1-systemet med en stjärna och osynlig följeslagare tolkades initialt som ett svart hål med en massa på cirka 70 solmassor, vilket skulle uteslutas av det övre massgapet. Ytterligare undersökningar har dock försvagat detta påstående.
Svarta hål kan också hittas i massgapet genom andra mekanismer än de som berör en ensam stjärna, som sammanslagning av svarta hål.

## Kandidater
Vår Vintergatan innehåller flera kandidater med stjärnmassa till svarta hål som ligger närmare oss än det supermassiva svarta hålet i den galaktiska mittregionen. De flesta av dessa kandidater ingår i röntgendubbelstjärnor där det kompakta objektet drar materia från dess följeslagare genom en ackretionsskiva. De sannolika svarta hålen i dessa par varierar i massa från tre till mer än ett dussin solmassor.